# Amtsgericht Bückeburg

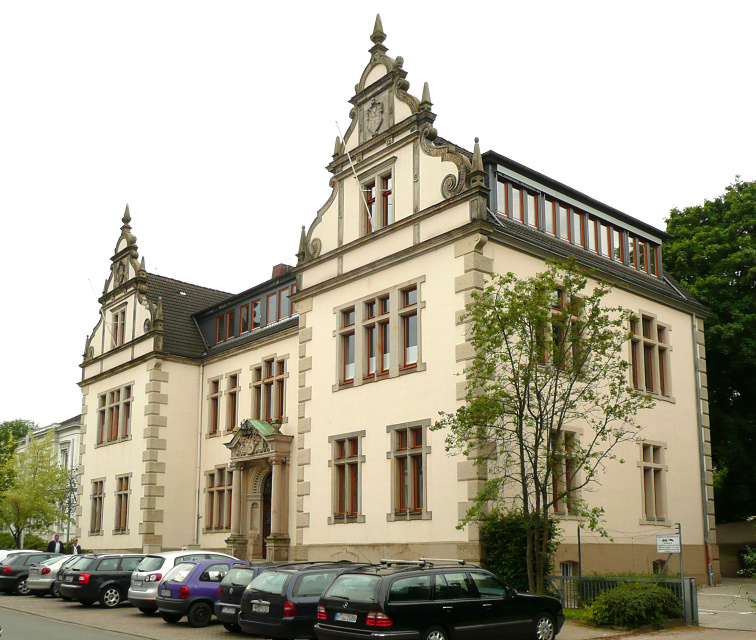
Sitz des Amtsgerichts im Justizzentrum

Das Amtsgericht Bückeburg ist eines von drei Amtsgerichten im Landgerichtsbezirk Bückeburg. Es hat seinen Sitz im Justizzentrum Bückeburg, in dem auch der Niedersächsische Staatsgerichtshof, das Landgericht Bückeburg und die Bückeburger Staatsanwaltschaft untergebracht sind.

## Geschichte
Bedingt durch die Teilung der alten Grafschaft Schaumburg bestanden bis Ende der 1960er Jahre das Amtsgericht Bückeburg (ehemals Schaumburg-Lippe) und das Amtsgericht Obernkirchen (ehemals Preußen). Als diese beiden dann zu Beginn der 1970er Jahre in einen Gerichtsbezirk vereinigt wurden, entstand das heutige Amtsgericht Bückeburg.

## Gerichtsbezirk
Der Gerichtsbezirk des Amtsgerichts Bückeburg umfasst die Städte Bückeburg und Obernkirchen, die Gemeinde Auetal und die Samtgemeinden Eilsen und Nienstädt. Das Amtsgericht Bückeburg hat somit etwa 54.600 Gerichtseingesessene.